# Bitter Harvest (2017)
Bitter Harvest is een romantische actiefilm uit 2017 dat zich voornamelijk afspeelt in Oekraïne gedurende de Holodomor (1932-1933). De regie werd gevoerd door George Mendeluk en het scenario is geschreven door Richard Bachynsky Hoover.

## Verhaal
Het verhaal speelt zich voornamelijk af gedurende de Holodomor in Oekraïne. Het verhaal gaat over twee geliefden Joeri en Natalka, die de gevolgen ondervinden van de landbouwcollectivisatie en de beperking van vrijheden door Jozef Stalin. Bij de collectivisatie werden zelfstandige boeren gedwongen om te werken in kolchozen en sovchozen. Ook verhoogde de overheid de voedselquota’s waaraan de boeren moesten voldoen. Dit beleid leidde tot een hongersnood, waardoor naar schatting 2,5 tot 3,9 miljoen mensen omkwamen.
Joeri komt uit een gezin van Oekraïense onafhankelijkheidsstrijders. Joeri wil zijn geboortedorp verlaten om kunstenaar te worden in Kiev. Zijn vrouw Natalka blijft achter om voor haar gewonde moeder te zorgen en ondervindt de gevolgen van de voedselrekwisities.

## Rolverdeling
| Acteur          | Personage    |
| --------------- | ------------ |
| Max Irons       | Joeri        |
| Samantha Barks  | Natalka      |
| Barry Pepper    | Jaroslav     |
| Tamer Hassan    | Sergej       |
| Terence Stamp   | Ivan         |
| Aneurin Barnard | Mykola       |
| Tom Austen      | Taras        |
| Richard Brake   | Medved       |
| Gary Oliver     | Jozef Stalin |

## Financiering
De Canadees-Oekraïens scenarioschrijver Richard Bachynsky Hoover kwam met het idee voor de film gedurende een bezoek aan Oekraïne in 1999. In 2008 zocht hij naar financiers in Oekraïne, maar kreeg nul op het rekwest. In 2011 nam hij contact op met Canadees-Oekraïens investeerder Ian Ihnatowycz, die besloot om 21 miljoen dollars te investeren in de film.